# Pokrow (rejon kniaginiński)
Pokrow (ros. Покров) – wieś (sieło) w Rosji, w obwodzie niżnonowogrodzkim, w rejonie kniaginińskim. W 2010 liczyła 278 mieszkańców.